# Делчо Каменов
Делчо Антов Каменов е български биолог. Ректор на Шуменския университет „Епископ Константин Преславски“ (1979 – 1983; 1987 – 1991). Членува в Американското дружество на еколозите и лицензиран експерт по програмната и институционална акредитация при НАОА и по екология за ОВСО при Министерството на околната среда и водите на България. Бил е секретен сътрудник на Държавна сигурност.
През 2010 г. по повод на 70-та му годишнина проф. Каменов е удостоен с почетната златна значка на Шуменския университет и е обявен за „Почетен гражданин на Шумен“.

## Биография
Роден е на 8 януари 1940 г. в село Лагошевци, Видинско. Началното си и основно образование завършва в родното си село и град Димово, а средно в Минно-геоложкия техникум в град Хасково. През 1969 г. завършва специалност „Биология“ и специализира неврофизиология в Московският държавен университет „М. В. Ломоносов“.
Умира на 5 юли 2014 г. в град Шумен.

## Професионална кариера
Кандидатската си дисертация (днес докторска дисертация) защитава през 1973 г. и започва преподавателската си дейност в Шуменския висш педагогически институт „Еп. Константин Преславски“. През 1975 г. е назначен за доцент по „Екология“ в института, а през 1977 – 1980 г. е ръководител на научна група в Института по екология в Москва, СССР.
През периода 1979 – 1983 г. е ректор на Висшия педагогически институт – Шумен. През 1980 г. защитава докторската си дисертация (днес за доктор на науките) и става ръководител на катедра „Функционална биология“. От 1984 г. е професор по специалност „Екология и опазване на околната среда“. През периода 1987 – 1991 г. е ректор на Шуменския университет „Еп. Константин Преславски“.
През 1982 – 1990 г. в продължение на два мандата е член и зам. председател на СНС по екология и на подкомисия на Висшата атестационна комисия по биологичните науки. През 2004 г. става член на СНС по екология.